# Трент (Південна Дакота)
Трент (англ. Trent) — місто (англ. town) в США, в окрузі Муді штату Південна Дакота. Населення — 206 осіб (2020).

## Географія
Трент розташований за координатами 43°54′23″ пн. ш. 96°39′28″ зх. д. / 43.90639° пн. ш. 96.65778° зх. д. (43.906265, -96.657813).  За даними Бюро перепису населення США в 2010 році місто мало площу 2,70 км², уся площа — суходіл.

## Демографія
Згідно з переписом 2010 року, у місті мешкали 232 особи в 102 домогосподарствах у складі 61 родини. Густота населення становила 86 осіб/км².  Було 113 помешкання (42/км²).
Расовий склад населення:
| - 91,4 % — білих - 3,4 % — корінних американців - 0,9 % — чорних або афроамериканців - 0,9 % — азіатів |

До двох чи більше рас належало 3,4 %. Частка іспаномовних становила 0,4 % від усіх жителів.
За віковим діапазоном населення розподілялося таким чином: 15,1 % — особи молодші 18 років, 72,0 % — особи у віці 18—64 років, 12,9 % — особи у віці 65 років та старші. Медіана віку мешканця становила 48,3 року. На 100 осіб жіночої статі у місті припадало 96,6 чоловіків;  на 100 жінок у віці від 18 років та старших — 95,0 чоловіків також старших 18 років.
Середній дохід на одне домашнє господарство  становив 62 194 долари США (медіана — 57 386), а середній дохід на одну сім'ю — 65 746 доларів (медіана — 60 852). Медіана доходів становила 37 396 доларів для чоловіків та 37 500 доларів для жінок. За межею бідності перебувало 15,5 % осіб, у тому числі 26,3 % дітей у віці до 18 років та 8,6 % осіб у віці 65 років та старших.
Цивільне працевлаштоване населення становило 145 осіб. Основні галузі зайнятості: освіта, охорона здоров'я та соціальна допомога — 29,7 %, фінанси, страхування та нерухомість — 12,4 %, транспорт — 11,7 %, виробництво — 11,7 %.